# Betlehem-kápolna (Prága)
A Betlehem-kápolna (csehül: Betlémská kap) Csehország fővárosában, Prága Josefov kerületében található gótikus épület. A Husz Jánoshoz kötődő kápolna Prága óvárosának részeként a Világörökség része.

## Története

### Alapítása
A Betlehem-kápolna alapítása két prágai polgárhoz, Jan Kříž boltoshoz és Hanuš von Mühlheim lovaghoz (Johann von Mühlheim aus Pardubitz) vezethető vissza. Az 1391. május 24-i keltezésű alapító okirat előírta, hogy a prédikációnak kell az istentisztelet magjának lennie, és hogy az épületet annak érdekében fogják felépíteni, hogy Prágában a hívek olyan helyet kapjanak, ahol az emberek anyanyelvükön, azaz csehül hallgathatják az igét: „Az irgalmas Az Úr, aki a teljes táplálékot szavának magjában hagyta istenfélőinek, úgy döntött, hogy szavát nem szabad láncra kötni, hanem szabadon hirdetnie kell egyházában. Tehát ezt a kápolnát Betlehemről nevezték el, ami azt jelenti, hogy a „Kenyér háza”, mert itt az egyszerű emberek és Krisztus hívei elégedettek a szent prédikáció kenyerével.”
A kápolna építése 1391 és 1394 között zajlott. A kápolna prédikátorának kinevezése az egyetem professzorai és a polgármester együttes döntésével kellett történnie. Az első prédikátor a kolíni Magister Stephan volt.
A kápolnát kizárólag prédikálásra szánták, mégpedig a nép anyanyelvén, azaz csehül. Azt, hogy nem istentiszteletnek (az Eucharisztia megünneplésének) szánt térről van szó, a „kápolna” kifejezés és az építkezés is kifejezte, mivel az épületnek nem volt presbitériuma. Később, már Husz konstanzi bebörtönzésének idején, az Eucharisztiát is megünnepelték, természetesen sub utraque specie, csehül „mindkét irányban.” Ennek a ténynek a bizonyítéka többek között a mai napig is fennmaradt fülke, amely nagy valószínűséggel szentélyként működött.

### Protestáns prédikáló templomként
1402. március 14-én Husz János magisztert nevezték ki prédikátornak a kápolnába. A prágai cseh lakosság anyanyelvén izgalmas prédikációival Husz gondolatai széles tömegekhez jutottak el. Állítólag legfeljebb 3000 ember követte prédikációit élőben a kápolnában. John Wycliffe teológiájának hatására Husz bírálta a korabeli egyházban elkövetett visszaéléseket. 1410. március 9-én V. Sándor ellenpápa bullát adott ki Husz ellen, ám az igehirdetés tilalma ellenére a prágai lakosság nagy részének jóváhagyásával folytatta a prédikációt. Amikor Husz miatt valamivel később Prága városát interdictum alá helyezték, a nyomás nőtt rajta. Az 1412-es lázongások idején három követőjét (Martin, Jan és Stašek), akiket kivégeztek, mert szóban lázadtak az interdictum kihirdetése ellen, mártírként temették el a kápolnában szertartás keretében. 1409-1410 között a prágai egyetem rektora is volt, és ekkor kezdett a kápolna az egyetemhez kötődni. IV. Vencel második felesége, Bajor Zsófia királyné gyakran ellátogatott a kápolnába  hallgatni a prédikációkat. Husz utolsó itteni prédikációját 1413 februárjában tartotta, majd el kellett hagynia a várost. Ezzel véget ért az az időszak, amikor a Betlehem-kápolna szerepet játszott az egész keresztény nyugat (egyházi) politikájában.
Még azután is, hogy Huszt a konstanzi zsinaton 1415. július 6-án megégették, az utódja, Jakoubek ze Stříbra (1414–1429) irányítása alatt álló kápolna Csehországban a reformációs kezdeményezések központja és a huszita prédikációk helye maradt. Az a tény, hogy Thomas Müntzer 1521. június 23-án prágai tartózkodása alatt itt prédikált, azt mutatja, hogy a kápolna mint protestáns prédikálóhely híre több mint száz év után sem fakult el, bár nem csehül, hanem latinul mondta el beszédét. 1548-ban a kápolnát költségesen helyreállították „Isten tiszteletére és dicséretére, valamint Husz János mester dicsőséges emlékére.” Abban az időben számos fontos prágai polgárt is itt temettek el. 
Közel egy évszázaddal később, a II. Rudolf császár által kibocsátott felséglevél után Cyrus testvér személyében, akit hivatalába 1609. december 4-én neveztek ki, először lett prédikátor a Betlehem-kápolnában az Egyesült Testvérek egy  tagja.

### Katolikus kápolnaként, majd részleges lebontása
A fehérhegyi csatával (1620. november 8.) és az azt követő csehországi katolizációval a Betlehem-kápolna sorsa is megváltozott. 1622-ben II. Ferdinánd döntésével a jezsuita rend birtokába került, amely 1638 és 1661 között az egész prágai egyetemet igazgatta. 1661-ben a jezsuiták két közeli kollégium épületével együtt 3200 aranyért megvásárolták, majd katolikus templommá alakították át az épületet. A jezsuita rend 1773-as feloszlatása után a Betlehem-kápolna a közeli Szent Egyed-templom filiájaként működött, de 1786-ban rossz állapota miatt jórészt lebontották, többé-kevésbé csak a külső támfalak torzói maradtak meg. Az üres telek több évtizede faanyag raktárként szolgált. 
Még akkor is, ha Prágában ekkor már nem állt az eredeti épület, még mindig voltak protestáns cseh Betlehem-templomok, például Berlinben. A berlini Friedrichstadt Bethlehem-templomát  a cseh száműzöttek szándékosan nevezték el a prágai nagy elődről. Ez az 1735 és 1737 között Friedrich Wilhelm Diterichs irányításával épült templom a Mauerstrasse és a Krausenstrasse sarkán állt, de a második világháborúban elpusztult, majd lebontották. A berlini Neukölln kerületben található Rixdorf falu templomának neve, amelyet 1912 óta visel, szintén a prágai kápolnáig nyúlik vissza.
Az 1836-1837-es években háromszintes lakóház épült a helyére. 1915-ben Husz halálának 500. évfordulója alkalmából Alois Kubíček történész-építész foglalkozott a kápolna sorsával. Az önkormányzati építési bizottság 1836-os jegyzőkönyvéből kiderítette, hogy a volt kápolna helyén létrehozott 255. számú ház építéséhez a régi falazatot a második emelet magasságáig felhasználták. Ezt az információt 1919-ben megerősítették, amikor Kubiček saját kezdeményezésére és  mindenféle hivatalos támogatás nélkül megtalálta többek között a gótikus ablak bélletélnek maradványait. 1948 februárja után Zdeněk Nejedlý kezdeményezésére döntöttek a kápolna helyreállításáról, a lakóházat államosították és lebontották.

### Újjáépítése és jelenlegi hasznosítása
A kisajátított ház helyén álló kápolna rekonstrukcióját Jaroslav Fragner építész tervezte a kommunista rendszer képviselőinek felkérésére, akik a rendszer legitimitásának egy részét a huszita örökség önálló értelmezésére alapozták. Az akkori történetírás szerint az épület jelentőségét az adta, hogy a nemzeti identitás fontos helyszíneként szolgált és a néptömegek késő középkori feudális társadalmával szembeni ellenállását jelképezte. Csehszlovákia kommunista miniszterelnöke, Klement Gottwald az újjáépítést a következő szavakkal indokolta: „Már fél évezreddel ezelőtt is harcoltak a prágaiak a kommunizmusért.” Maga Fragner írta erről az újjáépítésről, hogy „a helyreállítás célja nem az emlékmű, mint erre a célra épített létesítmény újjáépítése volt, hanem a cseh husziták emlékművének felállítása.” Az újjáépítés 1950 és 1954 között zajlott. A régi dokumentumok figyelembevételével és alapos régészeti vizsgálat után az új Betlehem-kápolnát a prédikátor házával a régi alapokon, a megőrzött faltöredékek felhasználásával építették újjá. A jelenleg látható létesítmény egy új épület, az eredeti kápolnából mindössze azt az ajtó maradt fenn, amelyen keresztül egykor Husz belépett a szószékre.
A jórészt szocialista propagandát, de egyéb közcélokat szolgáló kápolnát 1987-ben a prágai Cseh Műszaki Egyetem vette át. A betlehemi kápolnához tartozó kiállítást alapvetően átalakították a bársonyos forradalom után, az ideológia helyett a történelmi jelentőségre helyezve át a hangsúlyt. Az ünnepélyes újranyitásra 1992. március 26-án került sor. Az egyetemi hagyományt követve a Betlehem-kápolna ma a Cseh Műszaki Egyetem dísztermeként szolgál. Itt zajlik a matrikuláció (egyetemi polgárrá avatás), a graduáció (diplomaátadó ünnepség), a professzorok kinevezése, és különféle egyéb rendezvények helyszíneként is szolgál az épület. A kápolnában egyebek mellett rendszeresen megemlékező ökumenikus istentiszteleteket is tartanak.
2015-ben Husz János halálának 600. évfordulójának alkalmából egy új bronz harangot helyeztek el a kápolna harangtornyában, és a déli homlokzaton kivágott fémlemezeket helyeztek el, hogy napos időben árnyékukkal a falra vetítsék az „Igazságért” (Za pravdu) feliratot.
Szintén ebben az évben a 90892 Betlémská kaple aszteroidát a kápolnáról nevezték el.

## Galéria

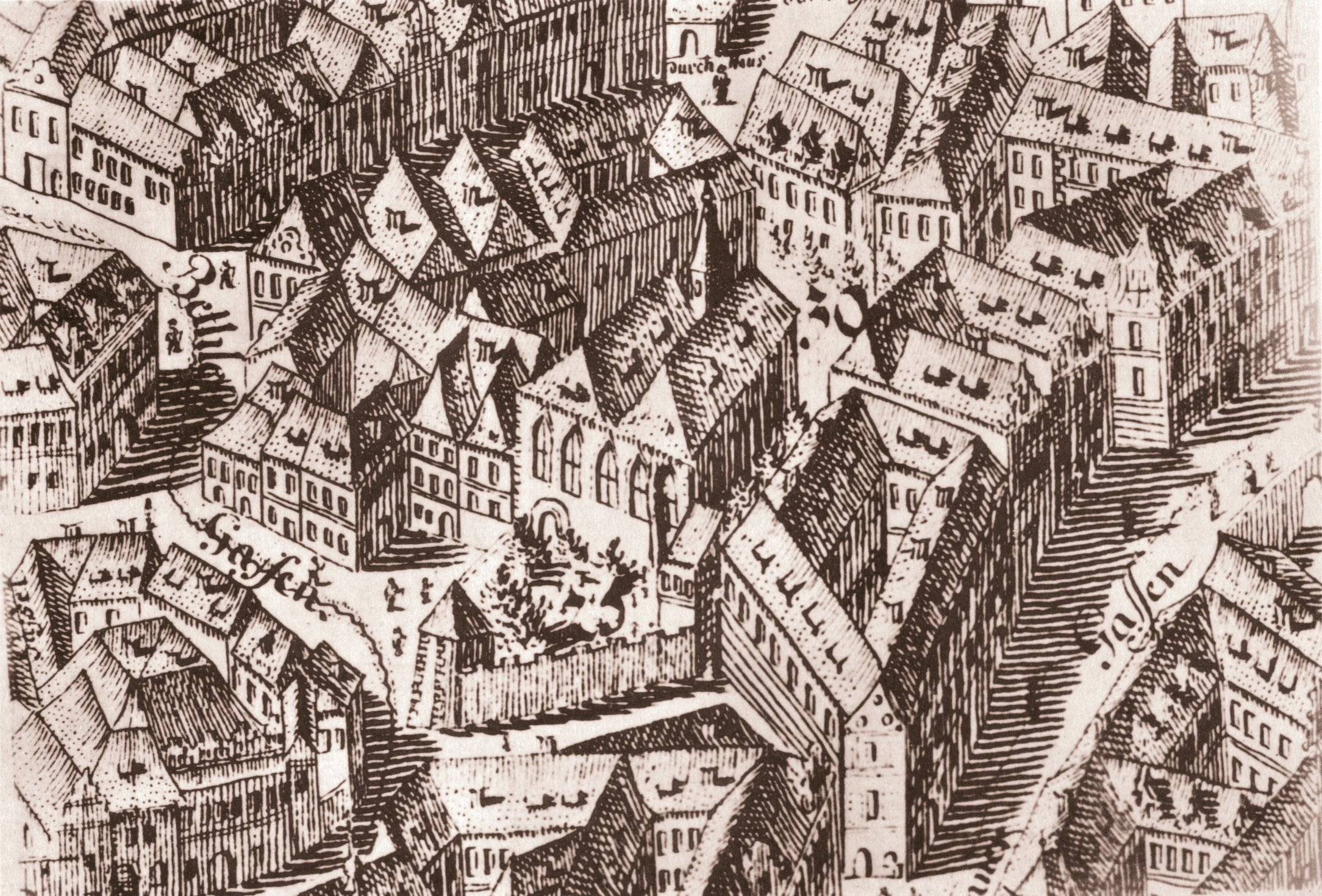
A kápolna és környezete az 1760-as években
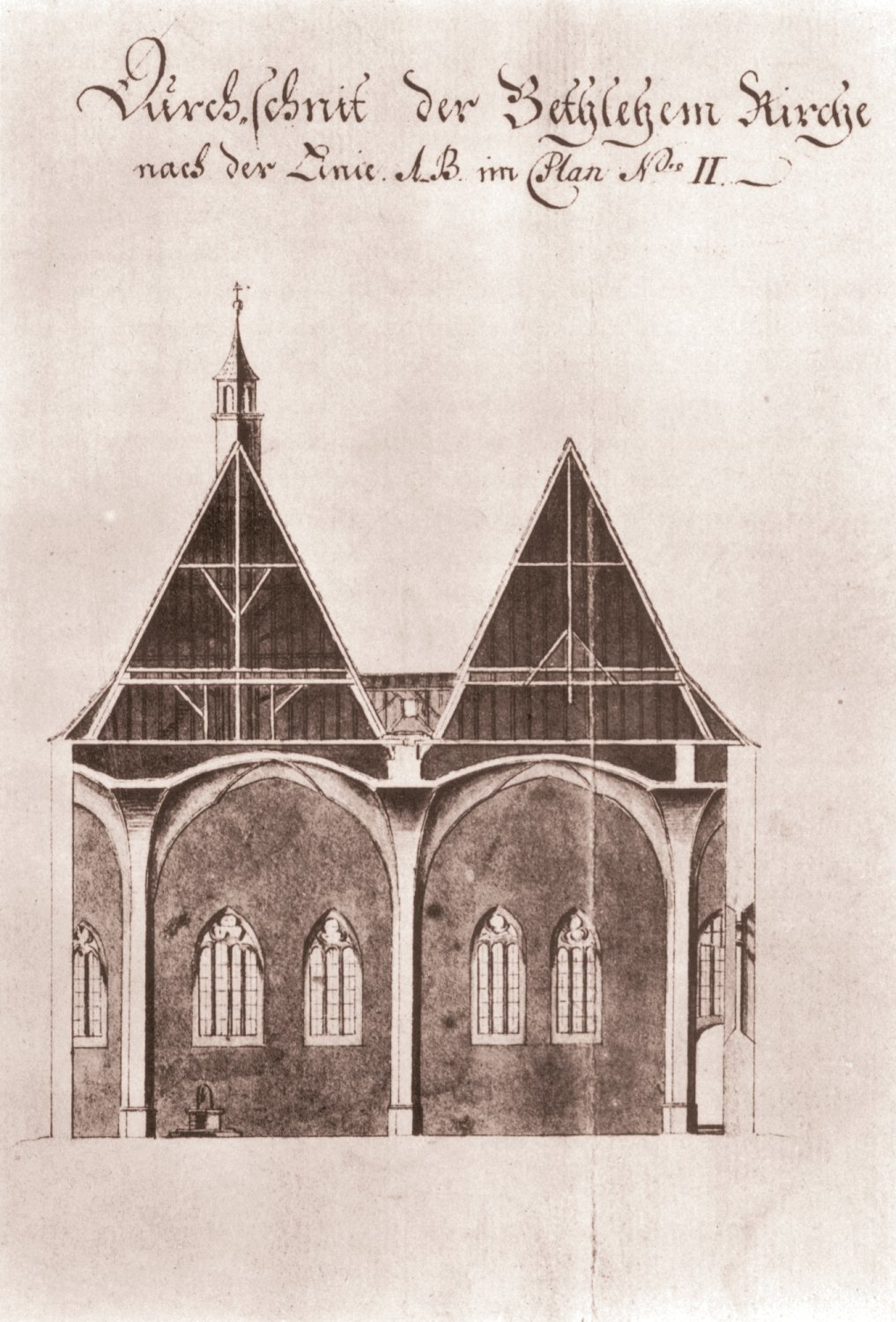
Az épület keresztmetszete, 1785
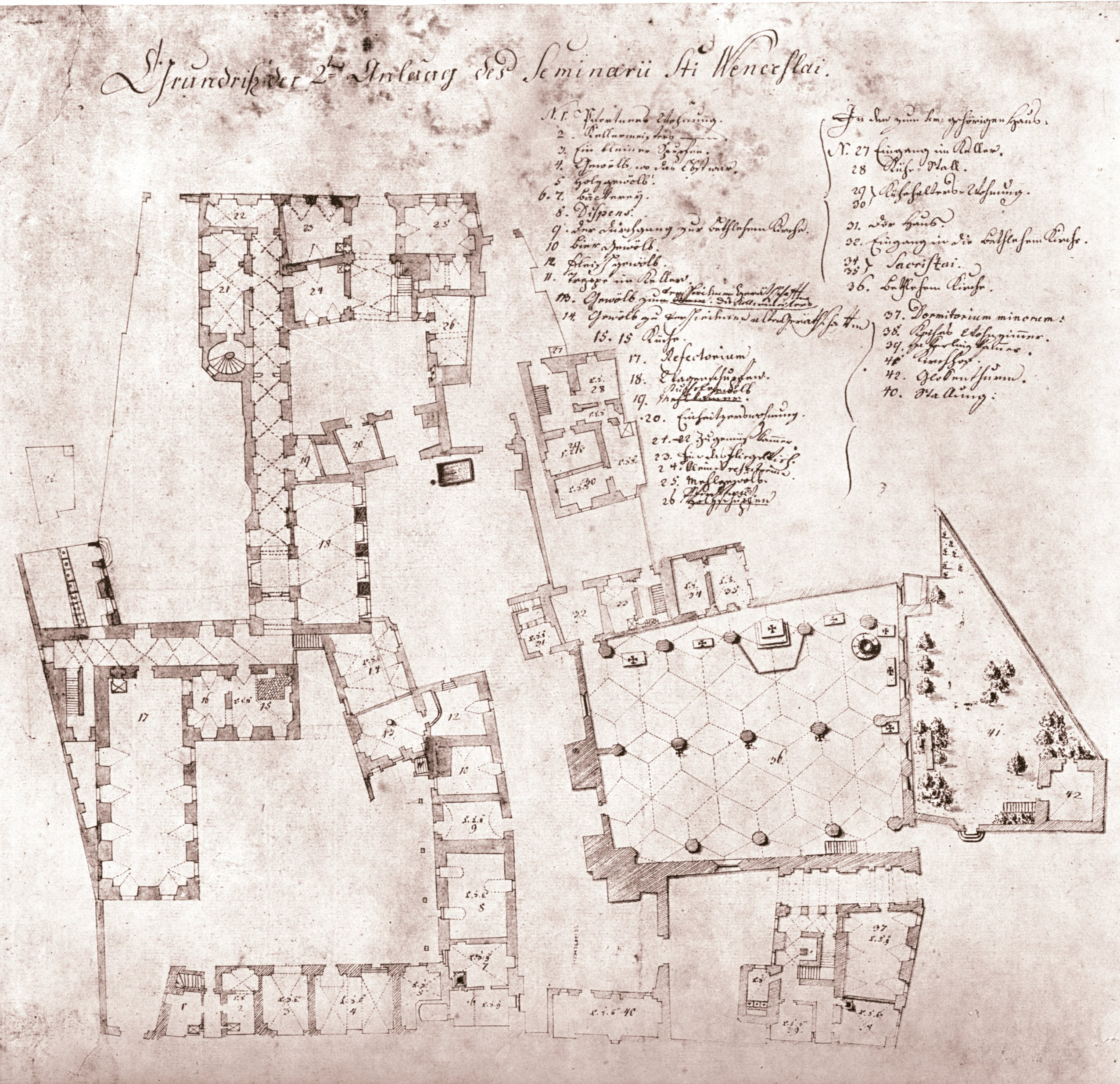
Az eredeti épületegyüttes alaprajza
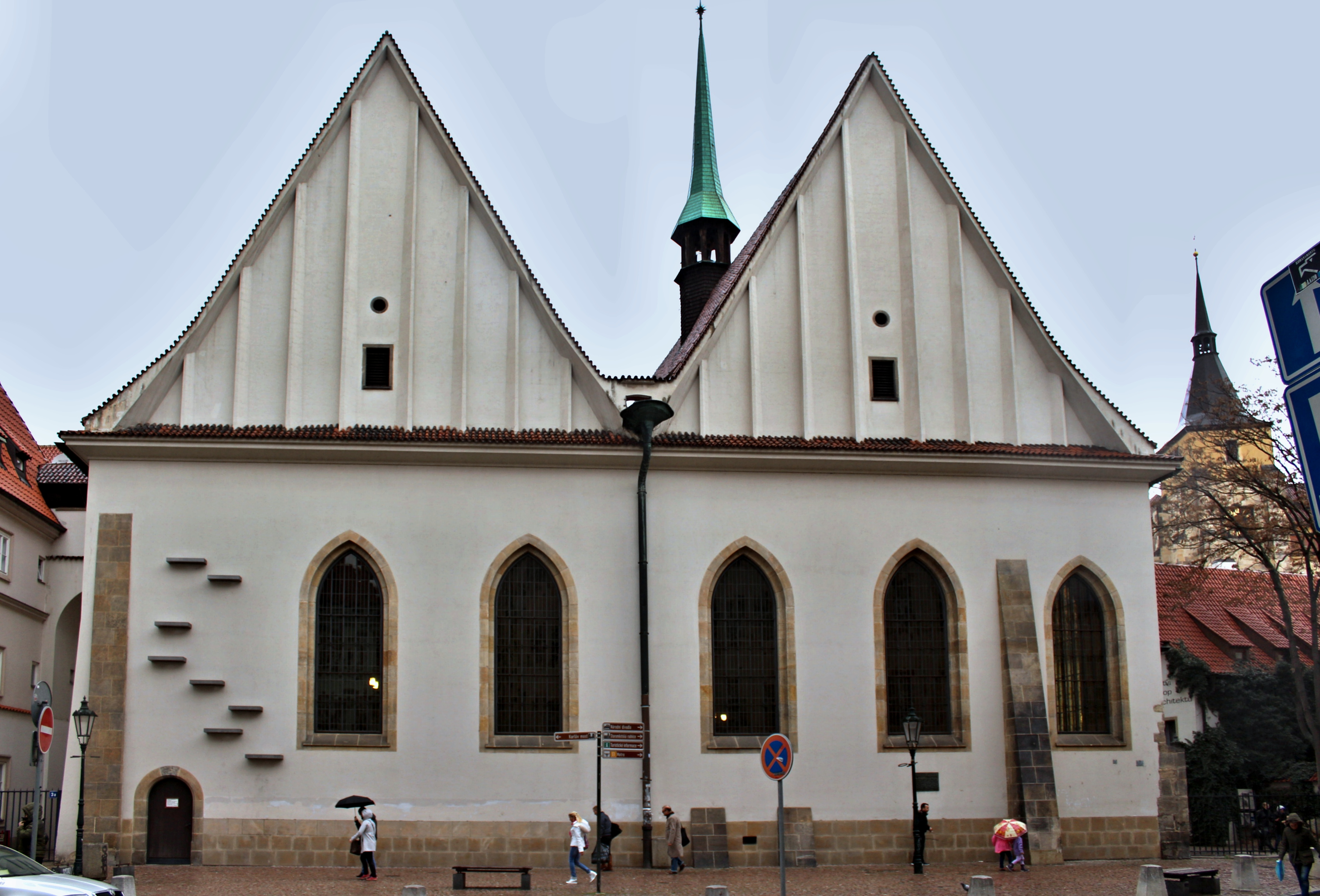
A főhomlokzat és a huszártorony
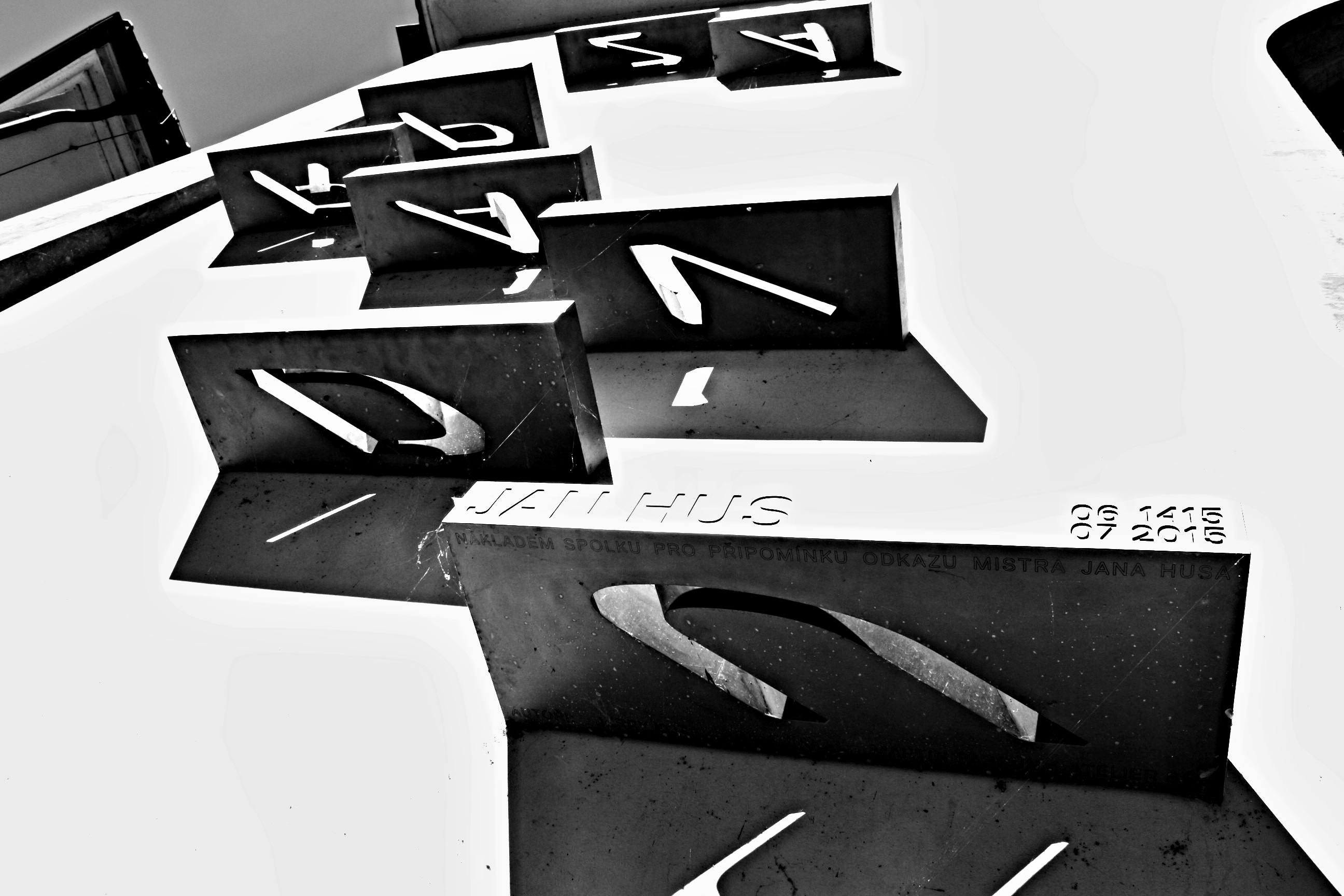
Az árnyékoló lemezekből álló emlékmű
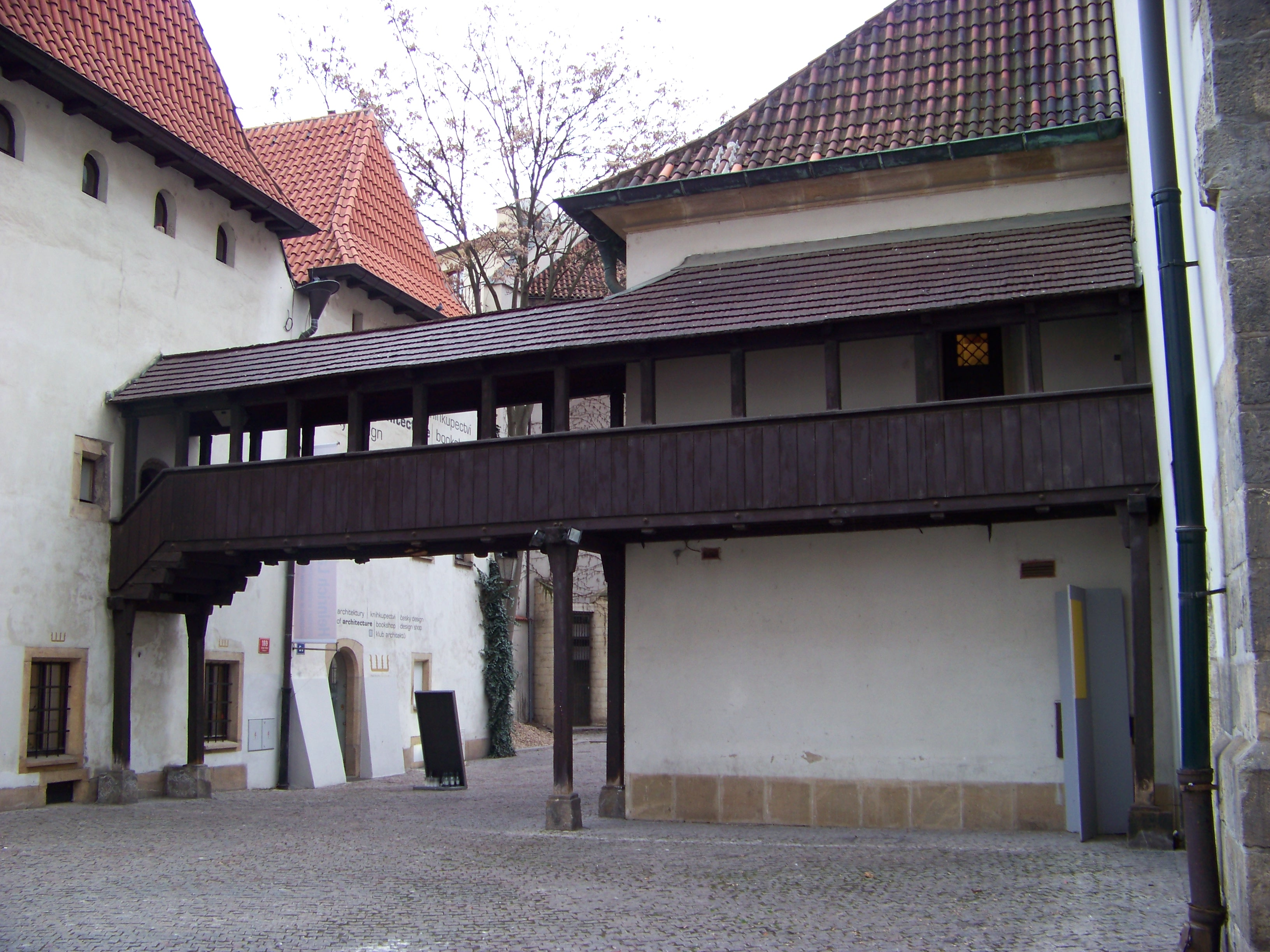
A kápolna és a paplak közti fahíd
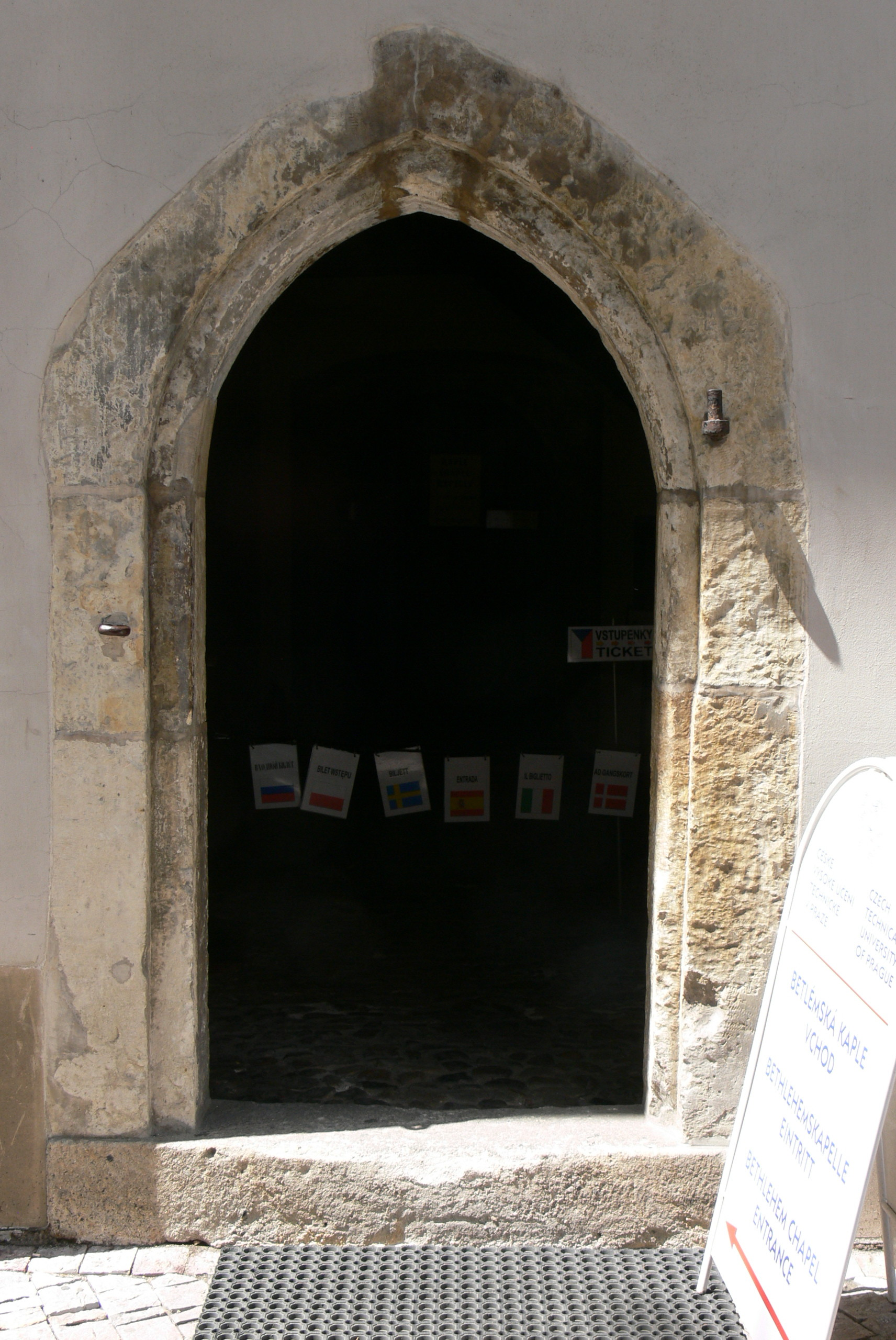
Az eredeti épületből megmaradt gótikus kapu
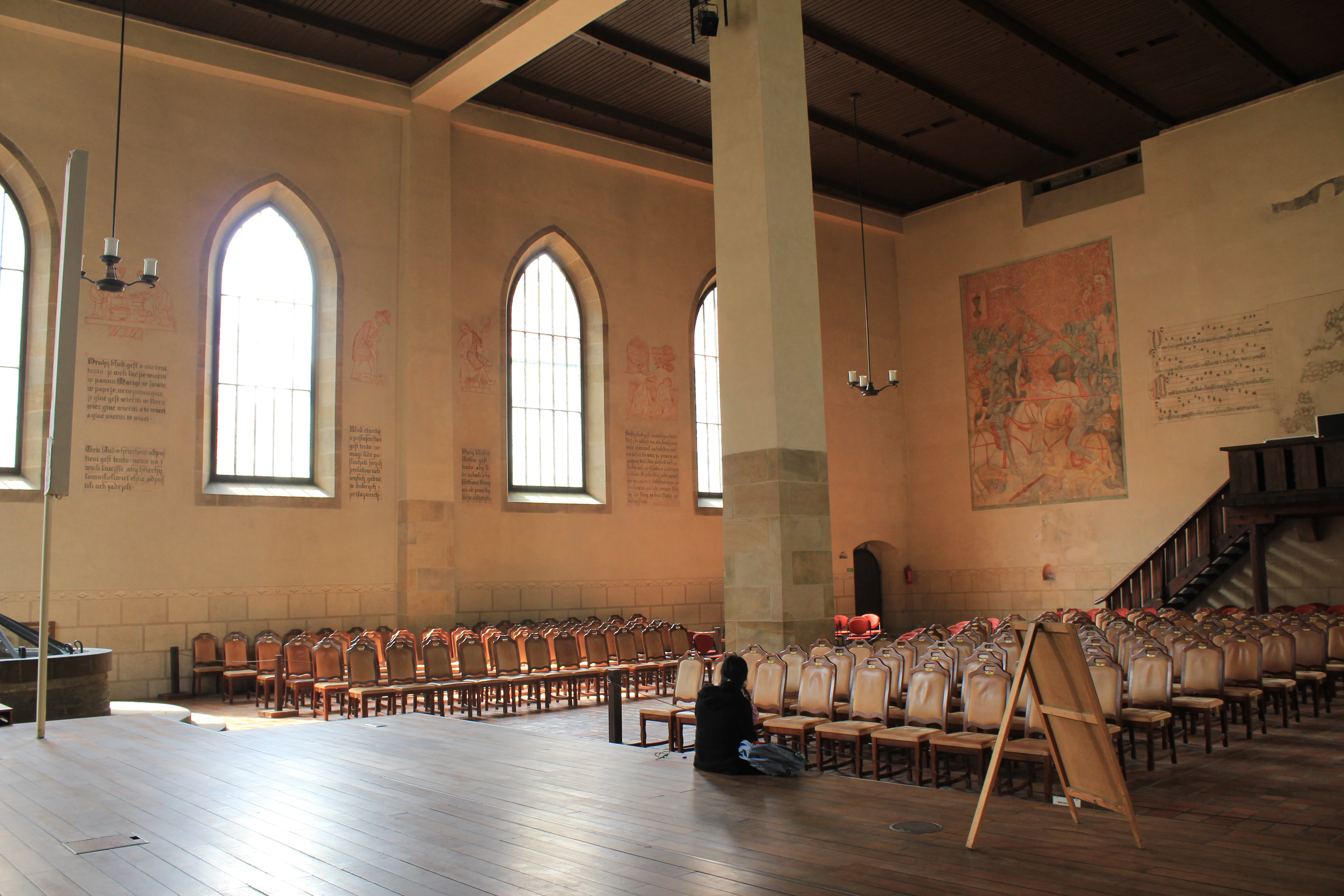
A kápolna belseje
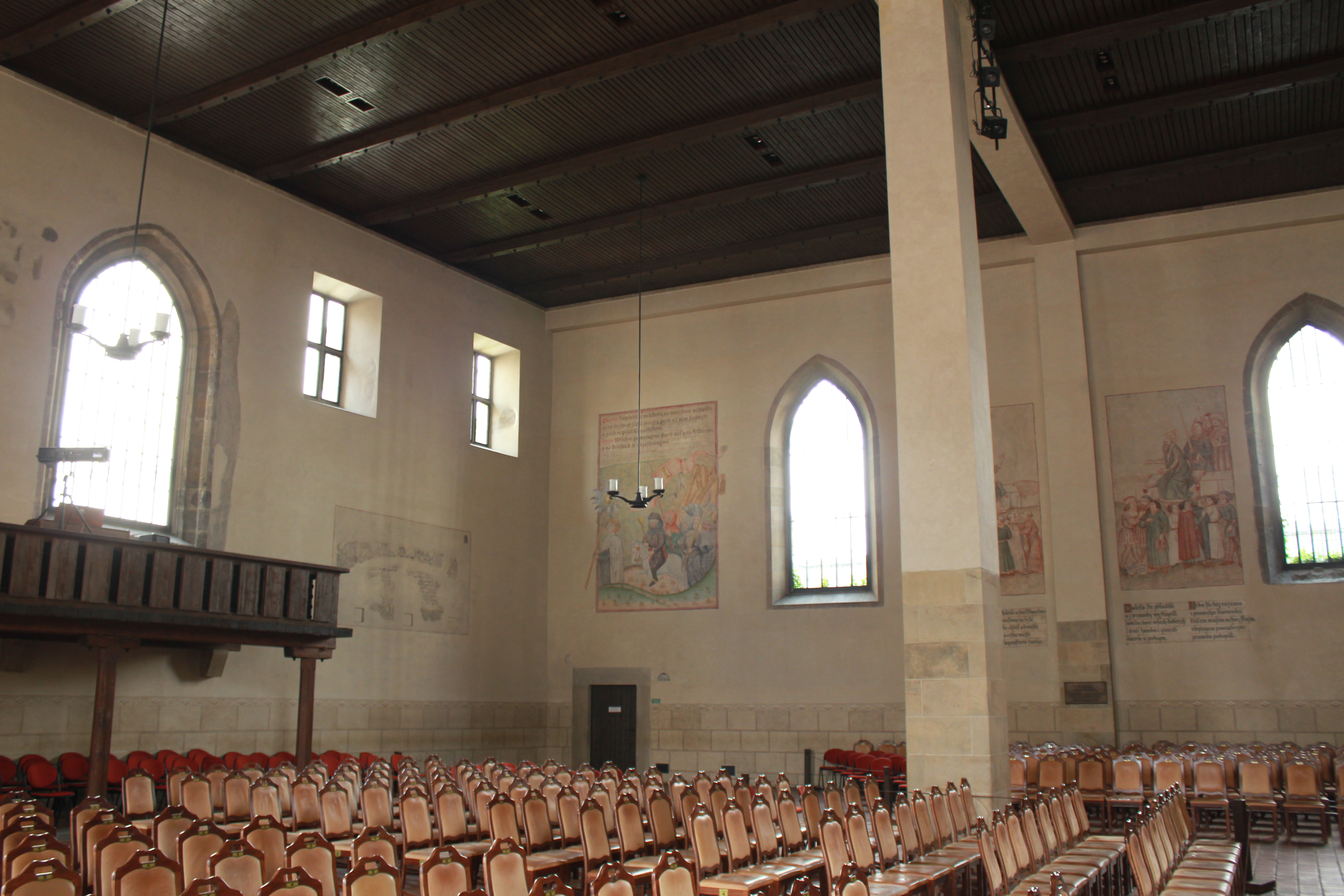
Historizáló falfestmények
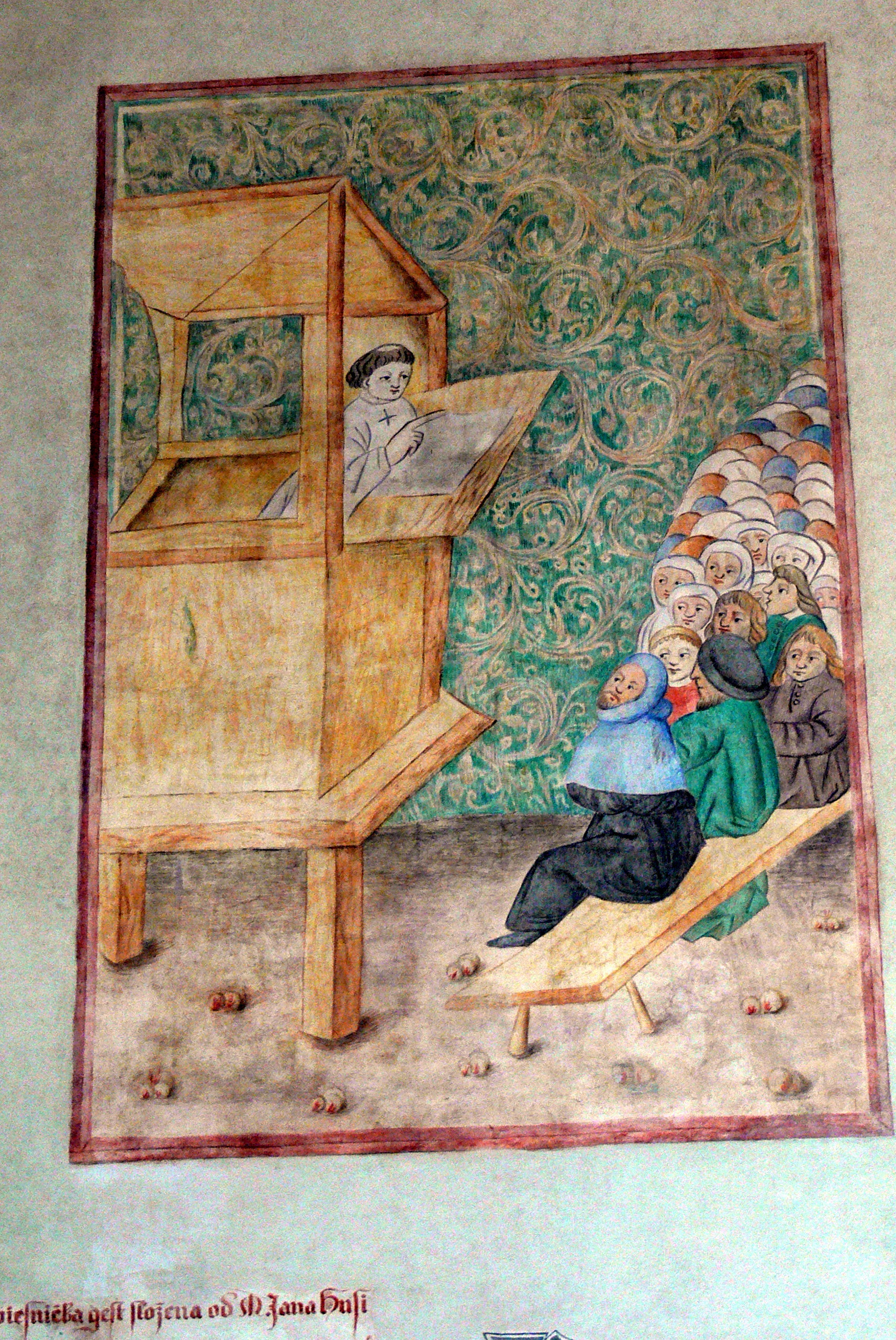
A prédikáló Huszt ábrázoló freskó
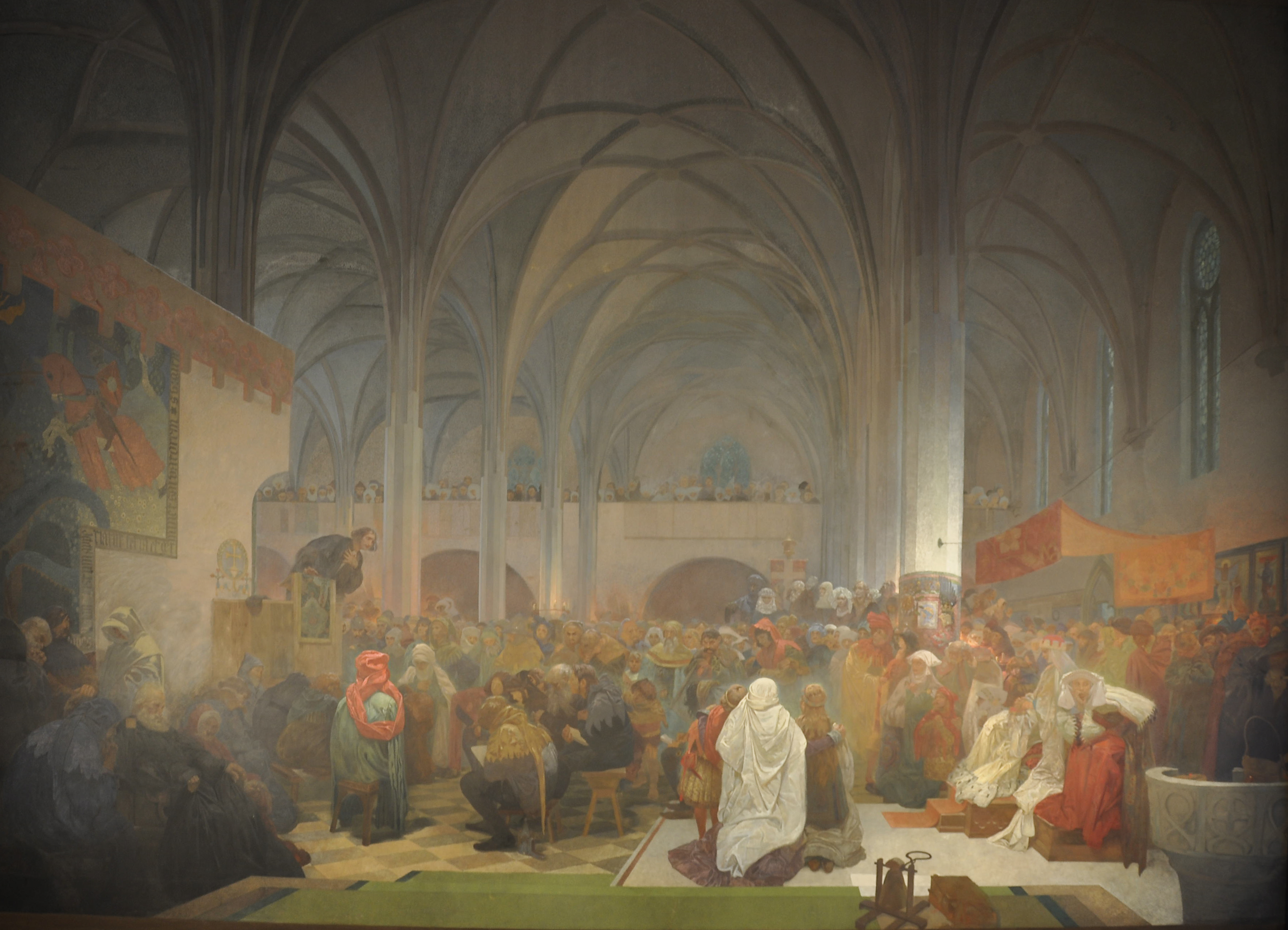
Husz János prédikációja a kápolnában. Alfons Mucha 1916-os festménye a Szláv eposz sorozat része

## Fordítás
- Ez a szócikk részben vagy egészben  a   Betlémská kaple című cseh Wikipédia-szócikk ezen változatának fordításán alapul.  Az eredeti cikk szerkesztőit annak laptörténete sorolja fel. Ez a jelzés csupán a megfogalmazás eredetét és a szerzői jogokat jelzi, nem szolgál a cikkben szereplő információk forrásmegjelöléseként.
- Ez a szócikk részben vagy egészben  a   Bethlehemskapelle (Prag) című német Wikipédia-szócikk ezen változatának fordításán alapul.  Az eredeti cikk szerkesztőit annak laptörténete sorolja fel. Ez a jelzés csupán a megfogalmazás eredetét és a szerzői jogokat jelzi, nem szolgál a cikkben szereplő információk forrásmegjelöléseként.